# Knocklane Promontory Fort

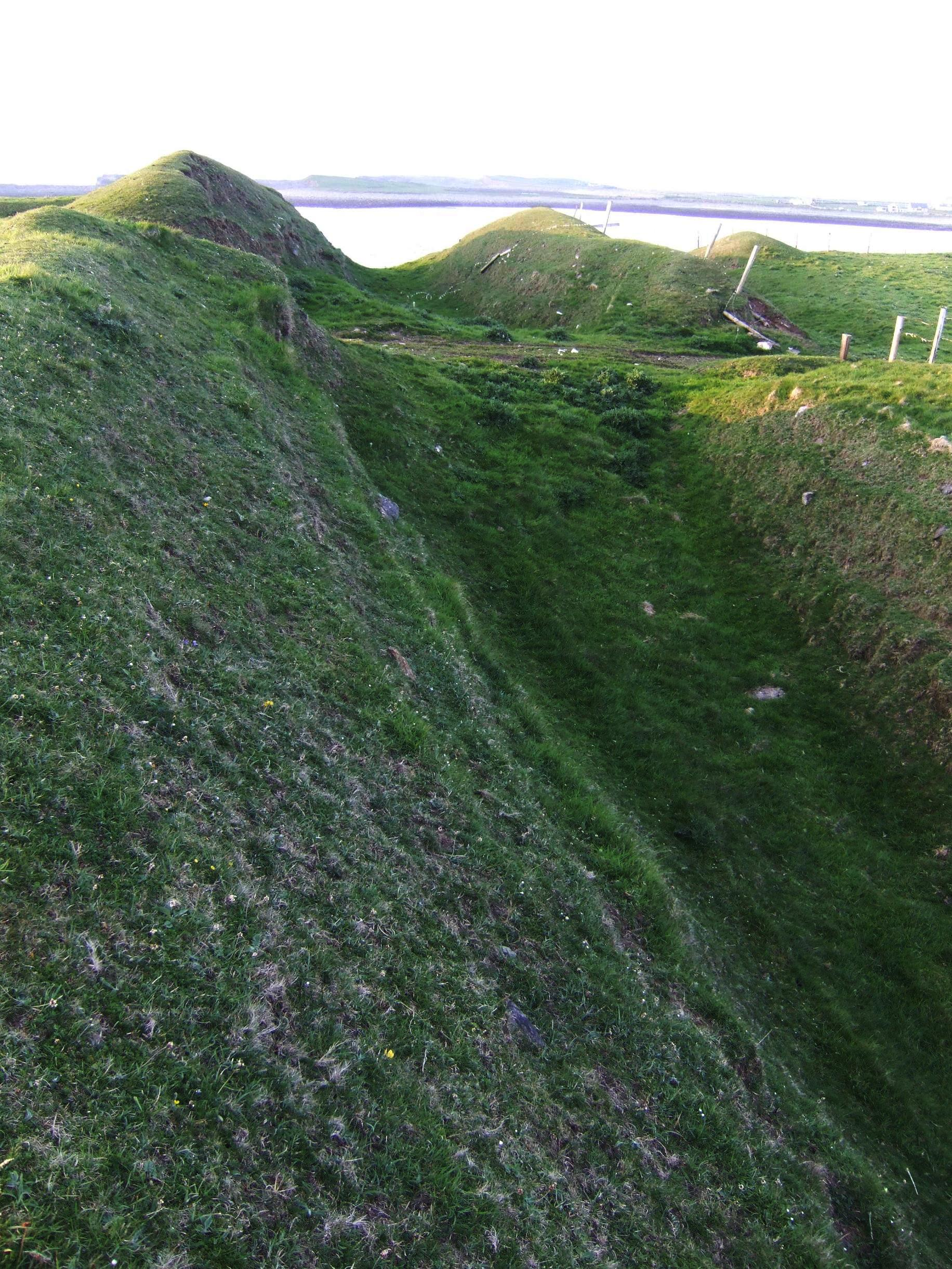
Südgraben von Knocklane Promontory Fort

Das Knocklane Promontory Fort liegt 13 km westlich von Drumcliff, nordwestlich der Drumcliff Bay, im County Sligo in Irland.

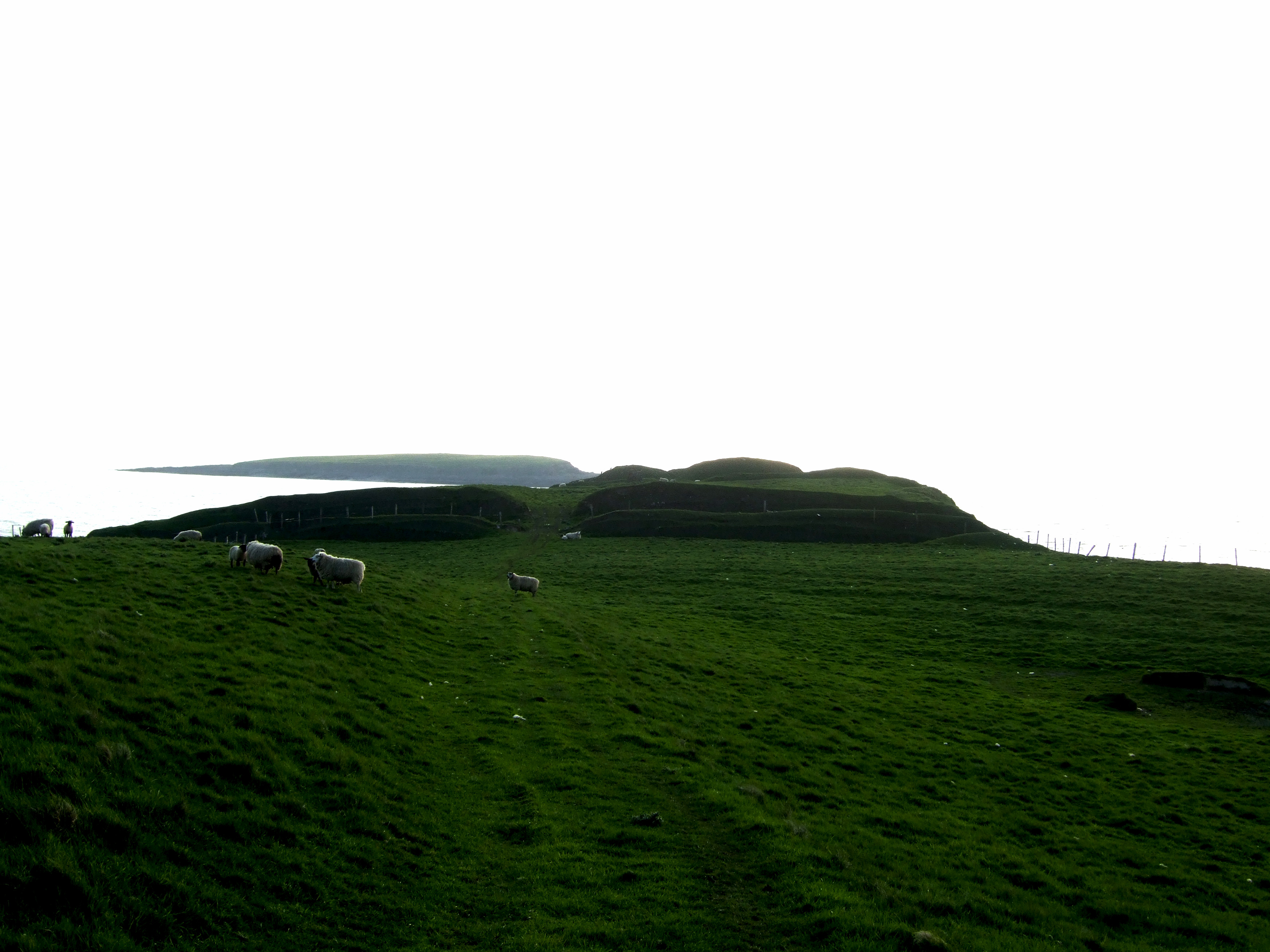
Ostseite mit Zugang zum Fort und Blick auf eine der vorgelagerten Inseln

Promontory Forts sind Abschnittsbefestigungen. Sie liegen meist an der Küste (werden auch als cap fort, cliff fort oder coastal fort; deutsch: Kap-, Klippen- oder Küstenburg) bezeichnet. Von den 400 bekannten Anlagen in Irland ist bisher archäologisch nur ein Dutzend ergraben worden. Die Ergebnisse zeigen, dass die Monumente, obwohl sie ähnlich aussehen, ab der späten Bronzezeit (1000 v. Chr.) erbaut und vereinzelt bis ins Spätmittelalter (1500 n. Chr.) genutzt wurden.

## Beschreibung
Im Nordwesten des Yellow Strands liegt, westlich des Knocklane Hill (irisch Cnoc Laoigheáin) eine weit in den Atlantik ragende Landzunge. Sie wird außer an der Ostseite, wo Wälle und Gräben liegen, vom Meer mit den vorgelagerten Inseln Ardboline und Horse Island umgeben. Das Promontory Fort besteht aus drei Gräben und Wällen. Zwei liegen im Osten, parallel nebeneinander und ein Zugang unterbricht sie. Etwa 80 m seewärts liegt der innere Graben mit Wall.
Eine erhöhte Plattform im Inneren ist der Rest eines Leuchtturms aus dem Jahr 1804. Auf der Südseite liegt die „Derk von Knocklane“ genannte halbrunde Schlucht, wo der Wind und das Meer einen Heulton erzeugen.
Die Annalen von Irland berichten, dass Tigernán Ua Ruairc (Tiernan O’Rourke), Clanführer der Bréifne, im Jahr 1051 n. Chr. diesen Teil von Sligo angriff. Er zerstörte Dunfeich, das am ehesten mit Knocklane gleichzusetzen ist, das auch Dún Iartharach (das westliche Fort) genannt wurde.
In der Nähe liegt das Henge von Lisnalurg.